# Piktorialismus

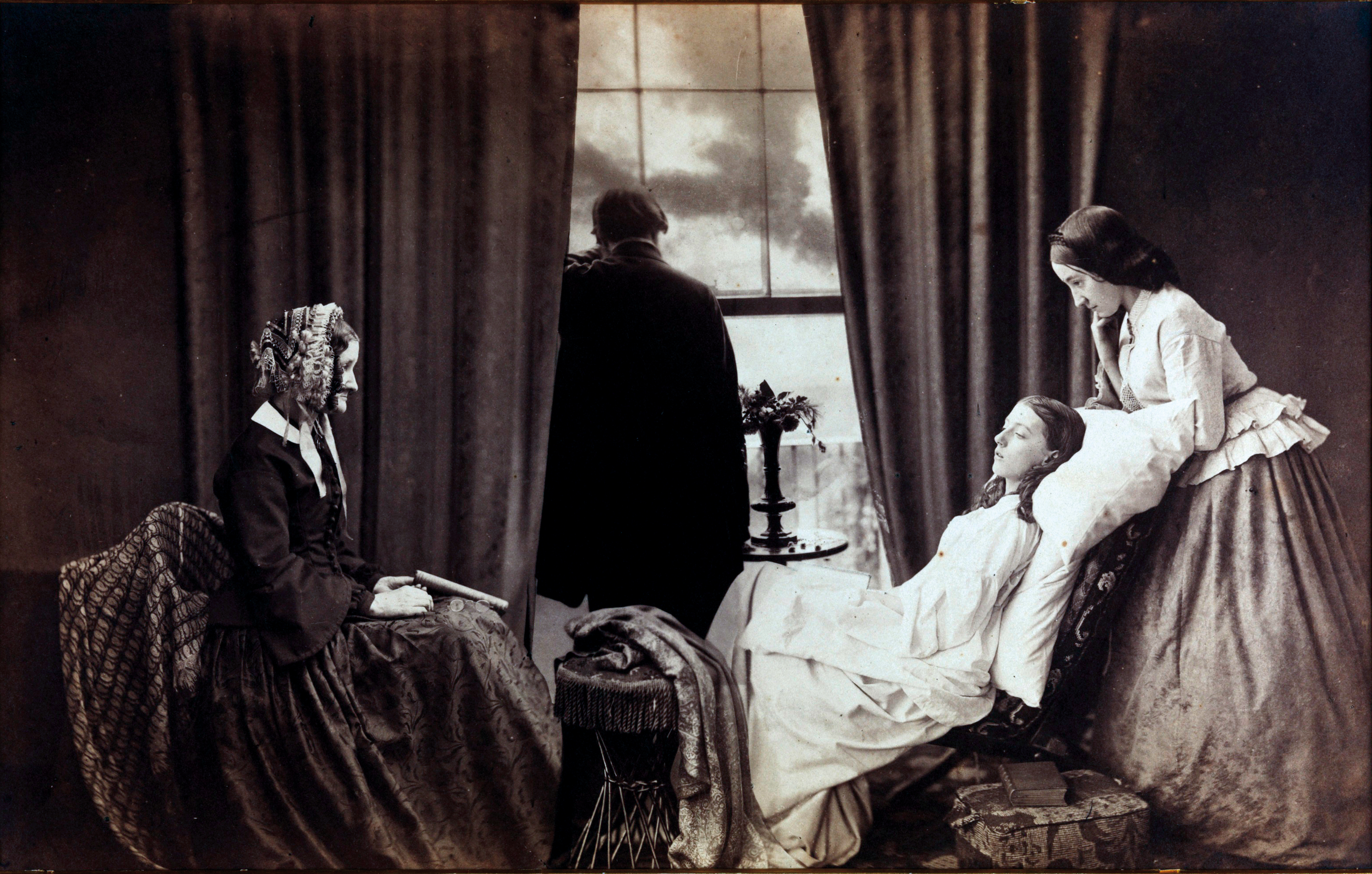
Henry Peach Robinson: Fading away (1858)

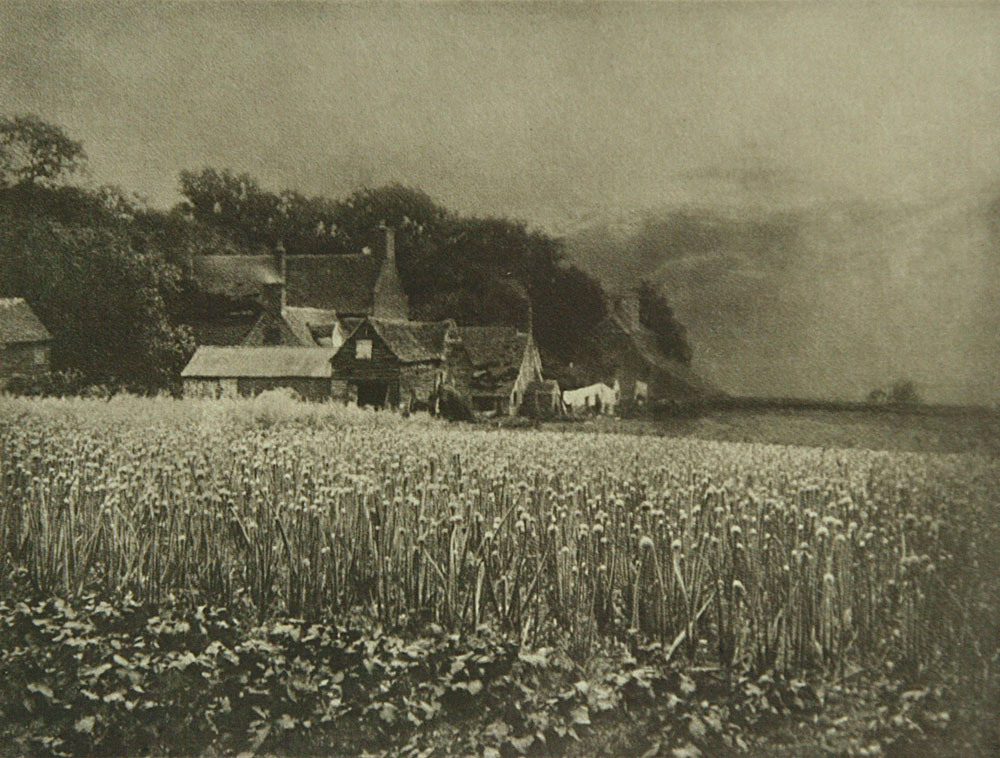
George Davison: The Onion Field

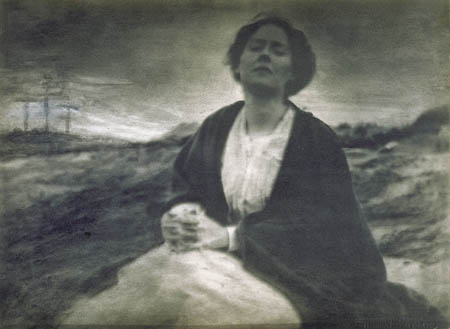
Gertrude Käsebier: The Heritage of Motherhood (um 1904)

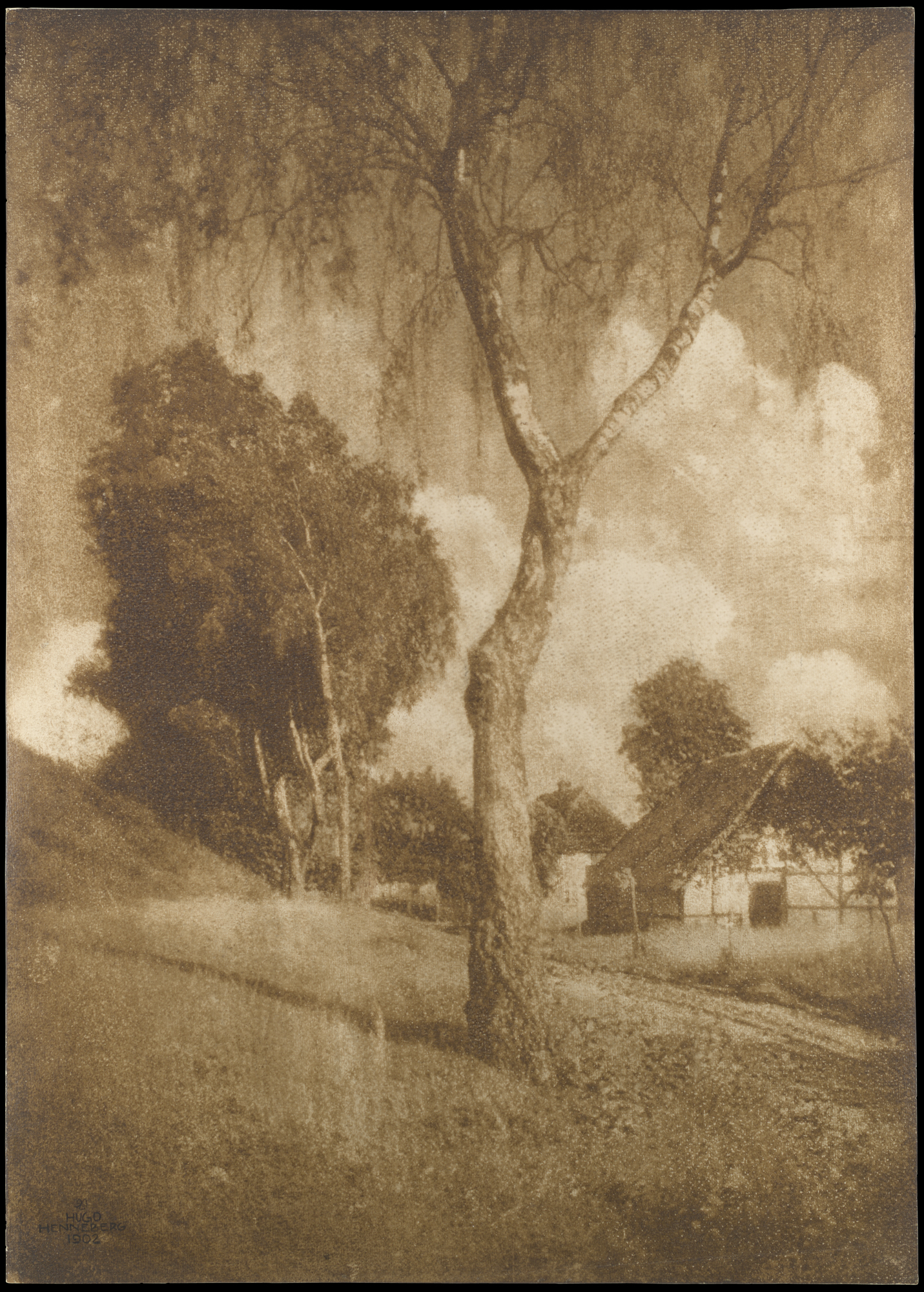
Hugo Henneberg (1863–1918): Motiv aus Pommern (1895–1896), gedruckt 1902

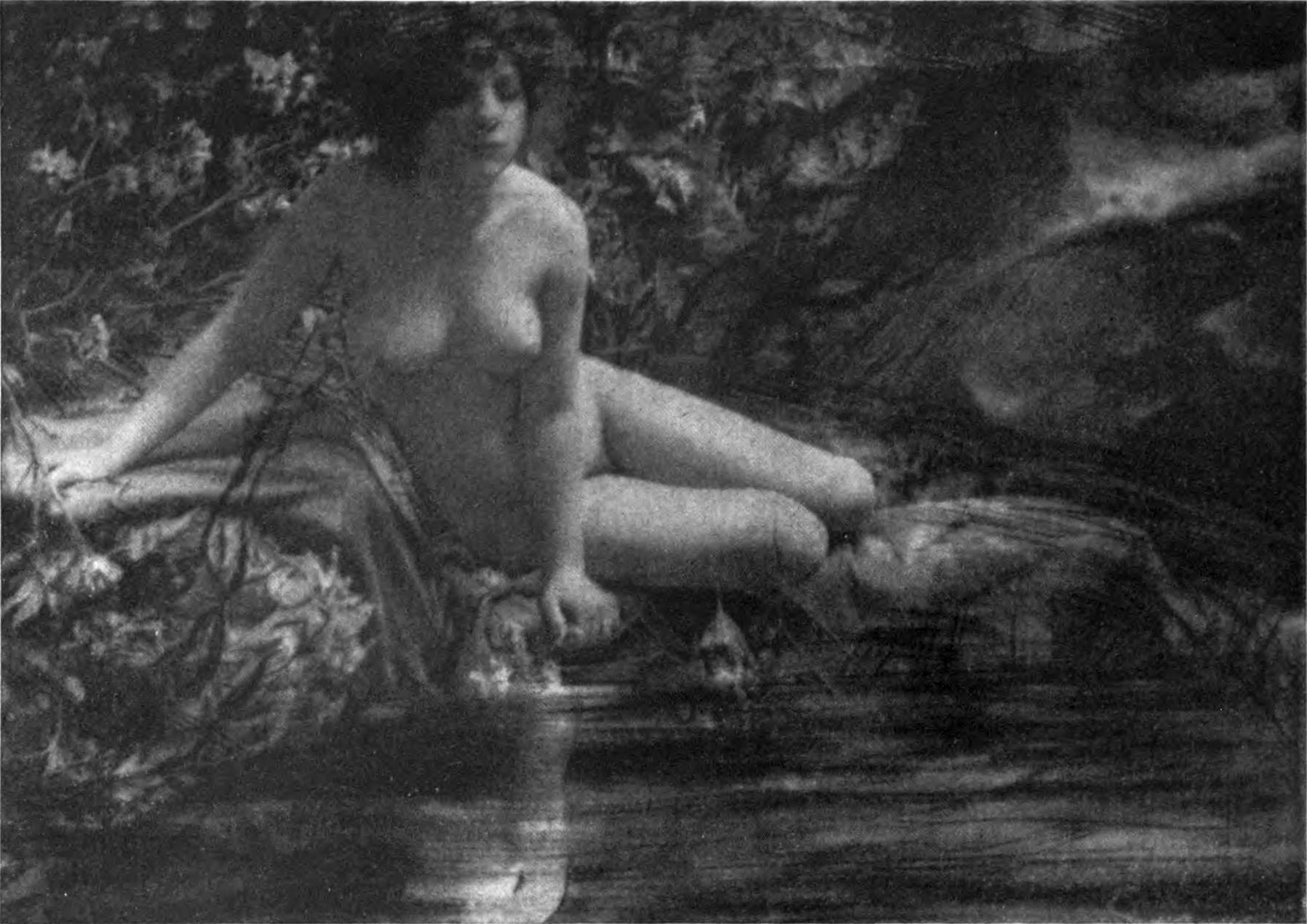
Frank Eugene: Nu au bord de l’eau

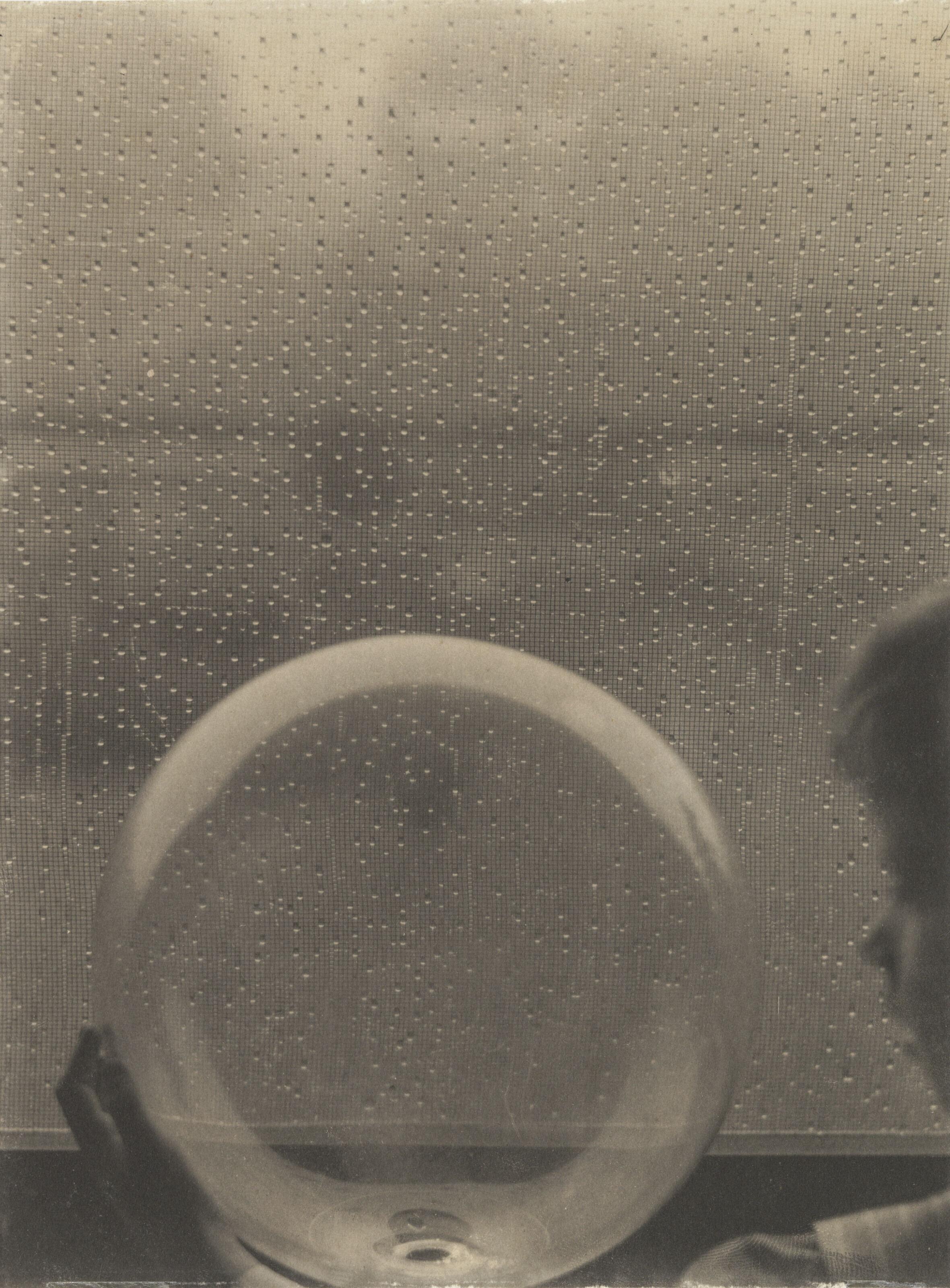
Clarence H. White (1871–1925): Regentropfen (1903)

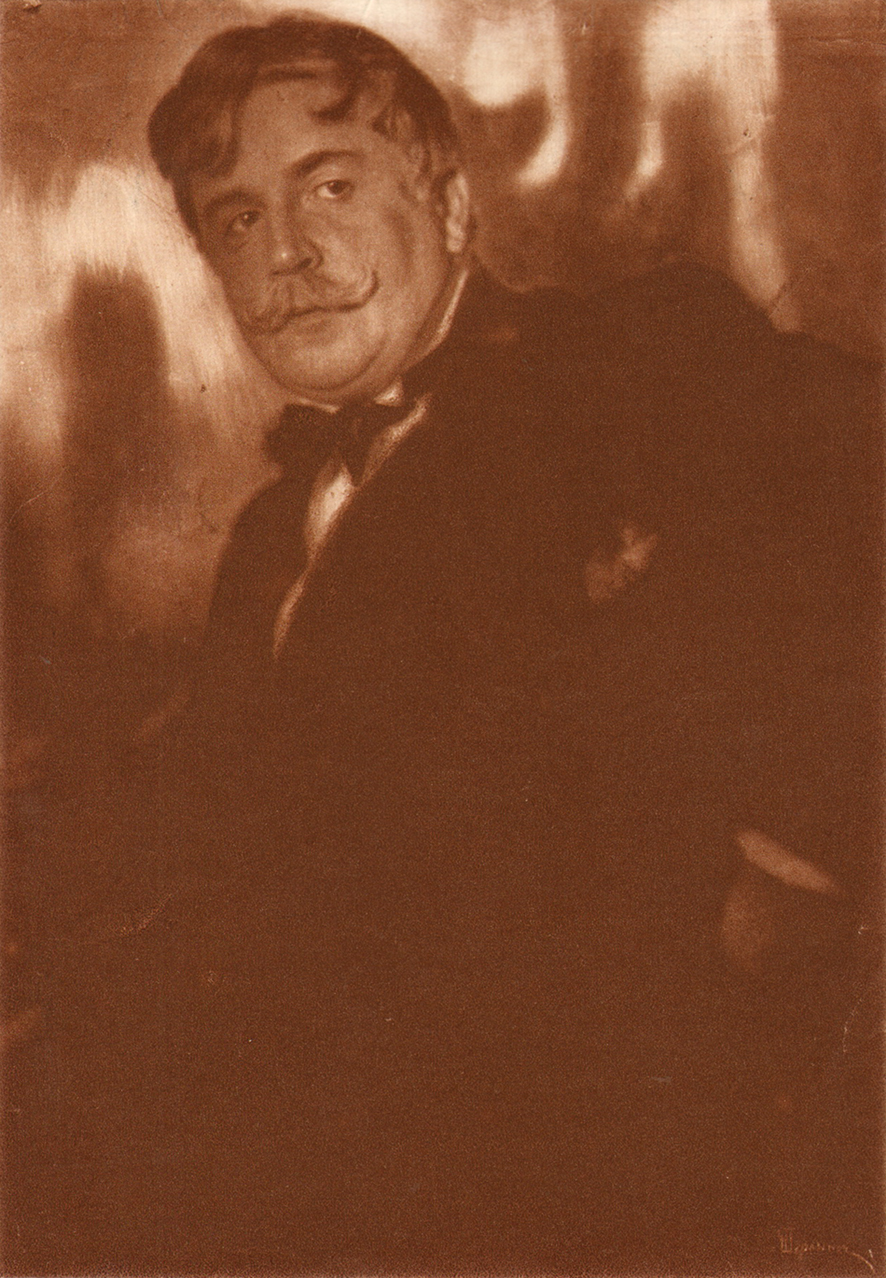
Miron Sherling (1880–1958): Portrait A. J. Golowin (1916)

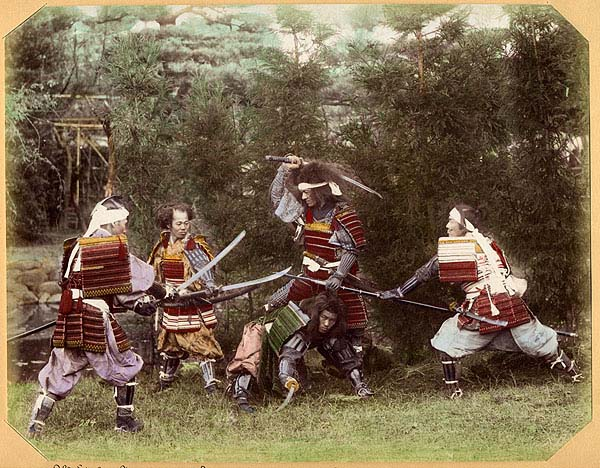
Ogawa Kazumasa alias Ogawa Isshin (1860–1928): Samurai in historischer Rüstung (um 1880)

Der Piktorialismus ist eine kunstfotografische Stilrichtung. Ziel des Stiles war es, nicht lediglich ein bloßes, einen Augenblick in der Realität festhaltendes Abbild des Motivs herzustellen, sondern eine symbolische Darstellung von Gemütszuständen oder grundlegenden Werten zu erzielen. Seine Blütezeit hatte der Piktorialismus zwischen dem Ende des 19. Jahrhunderts und dem Ersten Weltkrieg, in Japan noch bis etwa 1925; piktorialistische Fotografien wurden allerdings teilweise noch bis zum Ende der 1950er Jahre angefertigt.

## Techniken und Stilmittel
Erklärtes Ziel des Piktorialismus war es, die Fotografie als vollwertiges künstlerisches Ausdrucksmittel zu etablieren. Stilistisch orientierte man sich zunächst insbesondere am Naturalismus in der Malerei, dann aber auch am Impressionismus und Symbolismus.
Häufig angewandte stilistische Merkmale piktorialistischer Fotografien sind verringerte Konturenschärfe, nebelartig zerstreute Lichtführung, sorgfältige Wahl des Ausschnitts, fließende Übergänge, Vorliebe für Nacht- und Nebelszenen, „künstlerische“ Sujets (Landschaften, Porträts, Akte) und intensive Nachbearbeitung der Abzüge, unter Umständen aber auch des Negativs vor Herstellung des Positivs (z. B. durch Frank Eugene). Trotz des oft geringen Eindrucks von Schärfe und Tonwertreichtum, den piktorialistische Positive auf den Betrachter hinterlassen, sind die meisten erhaltenen Negative der Bilder mit dem vollen möglichen Tonwertumfang und durchaus auch dem Stande der Technik entsprechender Schärfe aufgenommen.
Ein auffällig oft verwendetes Requisit piktorialistischer Fotografien, zum Beispiel bei Alice Boughton, Anne Brigman oder Clarence Hudson White, ist die Kristallkugel, auch in Abwandlung als z. B. Glasschüssel, die einen Zustand geistiger Vollkommenheit und Einheit symbolisieren sollte.

## Entwicklung des piktorialistischen Stiles
Die Diskussion, ob die Fotografie eine Kunst sei oder jemals eine werden könne, beschäftigte die Kunsttheoretiker seit der Erfindung der Fotografie. Während sich das neue Medium für Porträts und Reportagen rasch durchsetzte, blieb die künstlerische Anwendung selten. Das Hauptargument dafür, die Fotografie könne keine Kunst sein, war, Fotografie sei ein technischer Vorgang, bei dem der Fotograf nichts anderes als den Auslöser zu betätigen habe; die Fotografie sei also ein simples Abbild der Natur, während wahre Kunst eine Verarbeitung sein müsse. Aus dem von der Natur angebotenen Farben- und Formenreichtum müsse der bildende Künstler auswählen, um die beabsichtigte Aussage zu treffen. Diese Auswahl sollte mit den Stilmitteln des Piktorialismus auch in der Fotografie erreicht werden.
Die theoretische Grundlage des Piktorialismus waren die Schriften Pictorial Effect in Photography von Henry Peach Robinson, erschienen 1869, und Naturalistic Photography for Students of the Arts von Peter Henry Emerson (1889). Die Hauptthese des zweiten Buches ist, Kunst sei die Wiedergabe der optischen Eindrücke, die unser Bewusstsein empfange. Dies könne die Fotografie ebenso gut wie die Malerei. Um die Sinneseindrücke nachzuahmen, müsse das Bild jedoch das Hauptmotiv scharf, Vorder- und Hintergrund hingegen leicht verschwommen wiedergeben. Für diese Theorie stützte sich Emerson auf physiologische Erkenntnisse, vor allem auf die Arbeiten von Hermann von Helmholtz zum menschlichen Sehen. Kurz nach der Veröffentlichung seines Werkes, das beträchtliches Echo auslöste, widerrief Emerson jedoch seine Thesen und behauptete nun, die Fotografie könne nie Kunst werden. Dieser Widerruf wurde jedoch kaum zur Kenntnis genommen; die meisten Piktorialisten beriefen sich auf Emerson, obwohl sie oft wenig mehr von ihm kannten als den Begriff der „künstlerischen Unschärfe“.
Gruppen von Fotografen schlossen sich zusammen mit dem erklärten Ziel, der künstlerischen Fotografie zum Durchbruch zu verhelfen („pictorialistic“ wurde im Sinn von „künstlerisch“ verwendet). Die Hauptzentren befanden sich in London (Linked Ring) und New York (Photo-Secession), doch entstanden Clubs in der ganzen Welt; der Piktorialismus gilt als erste weltumspannende Fotografiebewegung. Die Clubs waren oft Abspaltungen der bestehenden Fotografiegesellschaften, die den Piktorialisten zu sehr mit technischen und kommerziellen Fragen beschäftigt waren. Viele der piktorialistischen Vereinigungen gaben Zeitschriften heraus, die zur weltweiten Vernetzung der Fotografen beitrugen.
Die Bildsprache der piktorialistischen Fotografie ist es, mit fotografischen Mitteln eine einem Gemälde ähnliche Bildwirkung zu erzeugen. Um dem Vorwurf der simplen Dokumentation der Realität zu entgehen, sind viele der Fotografien verschwommen und stimmungsvoll. Alle Spuren der Industrialisierung wurden vermieden, mit Vorliebe zeigen die Piktorialisten Landschaften, idyllische Szenen, gerne mit einer romantisch in den Vordergrund platzierten Person, Porträts und Akte. Es wurde oft eine arbeitsaufwändige Technik verwendet, viele Abzüge sind Unikate, um sich von der Massenfotografie abzugrenzen. Der piktorialistische Fotograf, der den ganzen Ablauf der Bildherstellung kontrollierte, griff häufig auf Retusche und andere direkte Eingriffe in den Abzug zurück. Für manche war das Negativ nur die Skizze, die erst im Ablauf von Entwicklung und Abzug zur Kunst wurde. Man bediente sich bei der Ausarbeitung zumeist sehr aufwändiger Edeldruckverfahren, was die künstlerische Wirkung zusätzlich untermauerte.
Nach dem Ersten Weltkrieg wurde der Piktorialismus oft hart kritisiert als bloße Imitation der Malerei, der die eigentlichen Eigenschaften der Fotografie verleugnet habe. Es ist jedoch der Piktorialismus, der die Fotografie als Kunst etablierte und diese späteren Kritiken so erst ermöglichte.

## Piktorialismus in der jüngeren Vergangenheit
Die Kunsttheorie geht davon aus, dass sich Spuren oder Einflüsse einer Stilrichtung zyklisch wiederholen, ohne dass dabei die grundlegenden Elemente kopiert werden. So erleben in der jüngeren Vergangenheit Einflüsse des Piktorialismus in der Stilrichtung des Reflexionismus eine Wiederbelebung, wobei die Stilelemente der ursprünglich konkurrierenden Neuen Sachlichkeit hineinfließen.

## Wichtige Vertreter
- Malcolm Arbuthnot (1877–1967)
- Henri Berssenbrugge (1873–1959), niederländischer Fotograf
- Anne Brigman (1869–1950), amerikanische Kunstfotografin und Lyrikerin
- Alice Boughton (1867–1943), amerikanische Fotografin und Malerin
- Sidney Carter
- Harold Cazneaux (1878–1953)
- Alvin Langdon Coburn (1882–1966), US-amerikanisch-britischer Fotograf
- Imogen Cunningham (1883–1976), US-amerikanische Fotografin
- George Davison (1854 (andere Angaben 1855)–1930), englischer Fotograf
- Fred Holland Day (1864–1933), amerikanischer Fotograf, Verleger und Philanthrop
- Robert Demachy (1859–1936), französischer Bankier, Fotograf, Maler und Schriftsteller
- Mary Devens (1857–1920), US-amerikanische Fotografin
- Rudolf Dührkoop (1848–1918), deutscher Porträtfotograf
- Rudolf Eickemeyer Jr., (1862–1932), amerikanischer Fotograf
- Georg Heinrich Emmerich (1870–1923), Gründer der ersten Hochschule für Fotografie
- Frank Eugene (1865–1936), US-amerikanisch-deutscher Fotograf, Maler und Radierer
- Paul Haviland (1880–1950), amerikanisch-französischer Fotograf, Schriftsteller und Kunstkritiker
- Stephanie Held-Ludwig (1871–1943), deutsche Fotografin
- Hugo Henneberg (1863–1918), österreichischer Naturwissenschaftler, Grafiker und Kunstfotograf
- Gebrüder Hofmeister, Theodor und Oskar, Amateurfotografen in Hamburg
- Emil Otto Hoppé, (1878–1972), Porträtfotograf
- Ogawa Isshin (1860–1929)
- Gertrude Käsebier (1852–1934), US-amerikanische Fotografin
- Joseph Keiley (1869–1914), US-amerikanischer Fotograf des Piktorialismus, Autor und Kunstkritiker
- Heinrich Kühn (1866–1944), deutsch-österreichischer Fotograf und Fotopionier
- Adelaide Hanscom Leeson (1875–1931), US-amerikanische Malerin und Fotografin
- Eugene Lemaire (1874–1948)
- Léonard Misonne (1870–1943), belgischer Fotograf
- Francis James Mortimer (1874–1944), britischer Fotograf und Herausgeber
- Wilbur H. Porterfield (1873–1958)
- Constant Puyo (1857–1933), französischer Fotograf
- Otto Scharf
- Edward Steichen (1879–1973), US-amerikanischer Fotograf luxemburgischer Herkunft
- Alfred Stieglitz (1864–1946), US-amerikanischer Fotograf, Galerist und Mäzen
- Hans Watzek (1848–1903), Wiener Kunstfotograf
- Clarence Hudson White (1871–1925), amerikanischer Fotograf und Fotografielehrer